# Giro dei Paesi Baschi 1974
Il Giro dei Paesi Baschi 1974, quattordicesima edizione della corsa, si svolse dal 1 aprile al 5 aprile 1974 su un percorso di 888 km ripartiti in cinque tappe (la quarta suddivisa in 2 semitappe). Fu vinto da Miguel María Lasa, davanti a Jesús Manzaneque e Luis Ocaña. Dei  partecipanti totali, 35 hanno completato la corsa.

## Tappe
| Tappa  | Data     | Percorso                                   | km  | Vincitore di tappa | Leader cl. generale |
| ------ | -------- | ------------------------------------------ | --- | ------------------ | ------------------- |
| 1ª     | 1 aprile | Ordizia > Llodio                           | 200 | Domingo Perurena   | Domingo Perurena    |
| 2ª     | 2 aprile | Llodio > Cenicero                          | 180 | Domingo Perurena   | Domingo Perurena    |
| 3ª     | 3 aprile | Cenicero > Estella                         | 182 | Domingo Perurena   | Domingo Perurena    |
| 4ª-1   | 4 aprile | Iratxe > Hondarribia                       | 142 | Domingo Perurena   | Domingo Perurena    |
| 4ª-2   | 4 aprile | Hondarribia > Donostia (Cron. individuale) | 32  | Jesús Manzaneque   | Jesús Manzaneque    |
| 5ª     | 5 aprile | Donostia > Donostia                        | 152 | Miguel María Lasa  | Miguel María Lasa   |
| Totale | Totale   | Totale                                     | 888 |                    |                     |

## Classifiche finali

### Classifica generale
| Pos. | Corridore         | Squadra   | Tempo    |
| ---- | ----------------- | --------- | -------- |
| 1    | Miguel María Lasa | KAS       | 26h46'26 |
| 2    | Jesús Manzaneque  | KAS       | a 18"    |
| 3    | Luis Ocaña        | Bic       | a 47"    |
| 4    | Domingo Perurena  | KAS       | a 1'12"  |
| 5    | Andrés Oliva      | La Casera | a 1'41"  |